# 짝풀림 단백질

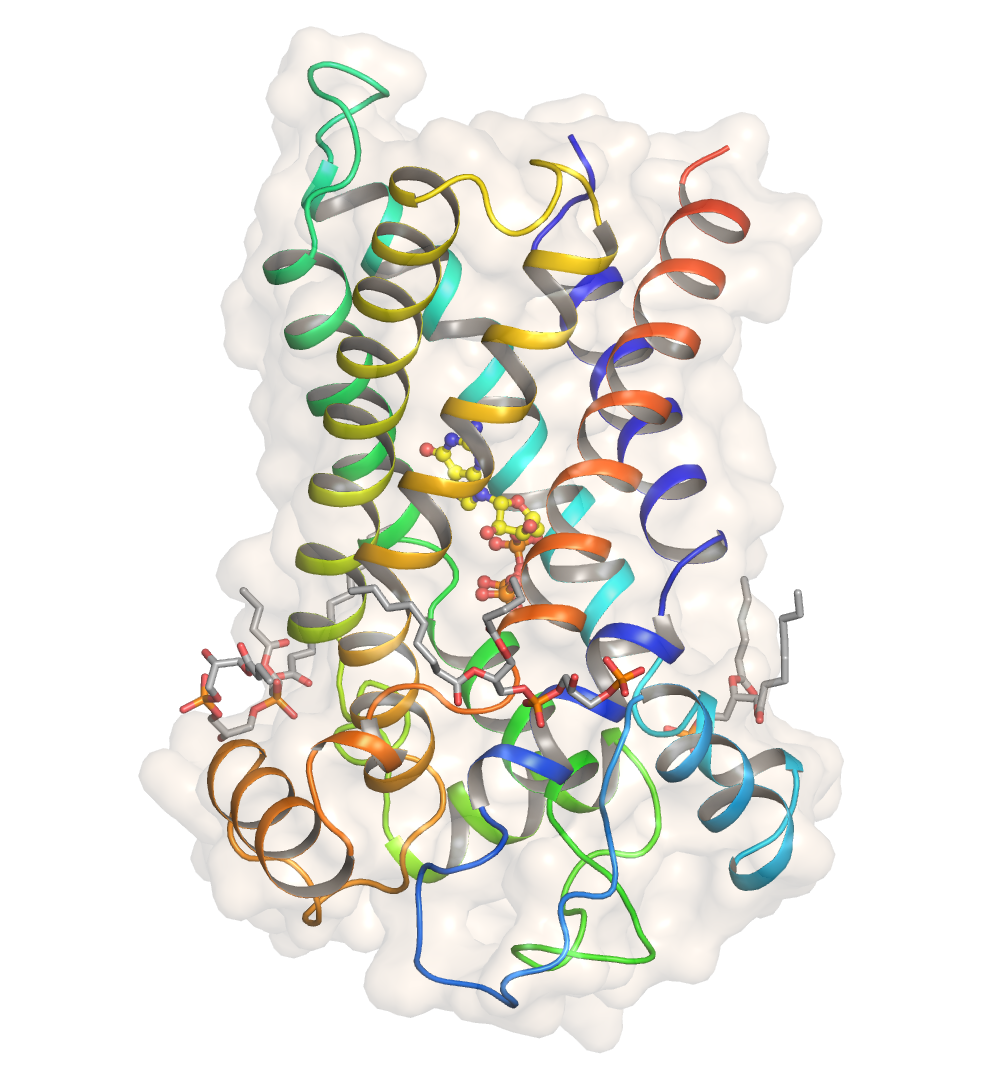
인간 짝풀림 단백질 UCP1의 구조

짝풀림 단백질(Uncoupling protein, UCP)은 조절되는 양성자 통로 또는 수송체인 미토콘드리아 내막 단백질이다. 따라서 짝풀림 단백질은 NADH의 힘으로 양성자를 미토콘드리아 기질에서 미토콘드리아 막 사이 공간으로 펌핑하여 생성되는 양성자 기울기를 소산시킬 수 있다. UCP를 통해 양성자 기울기를 소산시키는 과정에서 손실되는 에너지는 생화학적 작업에 사용되지 않고, 대신 열이 발생한다. 이것이 UCP를 열발생과 연결시키는 이유이다. 그러나 모든 유형의 UCP가 열발생과 관련되어 있는 것은 아니다. UCP2와 UCP3는 UCP1과 밀접하게 관련되어 있지만, UCP2와 UCP3는 척추동물의 체온 조절 능력에 영향을 미치지 않는다. UCP는 양성자 통로인 ATP 생성효소와 동일한 막에 위치한다. 따라서 두 단백질은 병렬로 작동하여 하나는 열을 생성하고 다른 하나는 ADP와 무기 인산염으로부터 ATP를 생성하는데, 이는 산화적 인산화의 마지막 단계이다. 미토콘드리아 호흡은 ATP 합성(ADP 인산화)과 연결되어 있지만 UCP에 의해 조절된다. UCP는 미토콘드리아 운반체(SLC25) 계열에 속한다.
짝풀림 단백질은 추운 환경 노출이나 겨울잠과 같은 정상적인 생리 활동에 역할을 하는데, 이는 에너지가 ATP를 생성하는 대신 열을 생성하는 데 사용되기 때문이다(열발생 참고). 일부 식물 종은 짝풀림 단백질에 의해 생성되는 열을 특별한 목적으로 사용한다. 예를 들어 동부 스컹크 양배추는 꽃의 향기를 퍼뜨리고 곤충을 유인하여 꽃을 수정시키기 위해 꽃대 온도를 주변보다 20°C까지 높게 유지한다. 그러나 2,4-다이나이트로페놀과 카르보닐 시아나이드 m-클로로페닐 하이드라존과 같은 다른 물질도 동일한 짝풀림 기능을 수행한다. 살리실산 또한 (주로 식물에서) 짝풀림제로 작용하며, 과다 복용 시 ATP 생성을 감소시키고 체온을 증가시킨다. 짝풀림 단백질은 갑상선 호르몬, 노르에피네프린, 에피네프린, 렙틴에 의해 증가한다.

## 역사
과학자들은 갈색지방조직에서 열발생 활동을 관찰했으며, 이는 결국 처음에는 "짝풀림 단백질"로 알려진 UCP1의 발견으로 이어졌다. 갈색지방조직은 미토콘드리아 호흡과 ATP 합성에는 연결되지 않은 또 다른 호흡의 수준이 상승함을 보여주었는데, 이는 강한 열발생 활동을 상징했다. UCP1은 ADP 인산화(일반적으로 ATP 생성효소를 통해 이루어짐)와 연결되지 않은 양성자 경로를 활성화하는 책임이 있는 것으로 발견된 단백질이다.

## 포유류에서
포유류에는 다섯 가지 UCP 상동체가 알려져 있다. 각각의 상동체는 고유한 기능을 수행하지만, 일부 기능은 여러 상동체에 의해 수행된다. 상동체는 다음과 같다.
- UCP1, 또한 써모제닌 또는 SLC25A7로 알려져 있다
- UCP2, 또한 SLC25A8로 알려져 있다
- UCP3, 또한 SLC25A9로 알려져 있다
- UCP4, 또한 SLC25A27로 알려져 있다
- UCP5, 또한 SLC25A14로 알려져 있다

### 체온 유지
발견된 첫 번째 짝풀림 단백질인 UCP1은 겨울잠 자는 동물과 작은 설치류의 갈색지방조직에서 발견되었으며, 이 동물들에게 비떨림 열을 제공한다. 이 갈색지방조직은 작은 설치류의 체온을 유지하는 데 필수적이며, (UCP1)-녹아웃 마우스를 대상으로 한 연구는 이 조직이 기능하는 짝풀림 단백질 없이는 제대로 기능하지 않는다는 것을 보여준다. 실제로 이 연구들은 이 녹아웃 마우스들이 추운 환경에 적응할 수 없다는 것을 밝혀냈는데, 이는 UCP1이 이 갈색지방조직에서 열 생산의 필수적인 동인임을 시사한다.
신체의 다른 부위에서 짝풀림 단백질의 활동은 미세 환경의 온도에 영향을 미치는 것으로 알려져 있다. 이는 이 지역에서 다른 단백질의 활동에 영향을 미치는 것으로 여겨지지만, 세포 내에서 짝풀림으로 인한 온도 기울기의 실제 결과를 결정하기 위해서는 여전히 연구가 필요하다.
인간 짝풀림 단백질 1(UCP1)의 구조는 극저온 전자현미경으로 밝혀졌다. 이 구조는 SLC25 계열 구성원의 전형적인 접힘을 가지고 있다. UCP1은 pH에 따라 구아노신 삼인산에 의해 세포질 개방 상태로 고정된다.

### ATP 농도에서의 역할
UCP2와 UCP3가 ATP 농도에 미치는 영향은 세포 유형에 따라 다르다. 예를 들어, 췌장 베타 세포는 UCP2 활성 증가에 따라 ATP 농도가 감소한다. 이는 세포 퇴화, 인슐린 분비 감소, 2형 당뇨병과 관련이 있다. 반대로, 해마체 세포의 UCP2와 근육 세포의 UCP3는 미토콘드리아 생성을 자극한다. 더 많은 수의 미토콘드리아는 ADP와 ATP의 전체 농도를 증가시켜, 이 짝풀림 단백질이 결합될 때 (즉, 양성자 누출을 허용하는 메커니즘이 억제될 때) 실제 ATP 농도의 순증가를 초래한다.

### 활성 산소 농도 유지
UCP2와 UCP3의 전체 기능 목록은 알려져 있지 않다. 그러나 연구에 따르면 이 단백질들은 활성 산소 (ROS) 농도를 제한하는 음성 되먹임 고리에 관여한다. 현재 과학적 합의에 따르면 UCP2와 UCP3는 활성화 물질이 존재할 때만 양성자 운반을 수행한다. 이러한 활성 물질에는 지방산, ROS, 그리고 반응성인 특정 ROS 부산물이 포함된다. 따라서 높은 수준의 ROS는 직접적이고 간접적으로 UCP2 및 UCP3의 활성 증가를 유발한다. 이는 차례로 미토콘드리아에서 양성자 누출을 증가시켜 미토콘드리아 막을 가로지르는 양성자 추진력을 낮추고 전자전달계를 활성화시킨다. 이 과정을 통해 양성자 추진력을 제한하면 ROS 생산을 제한하는 음성 되먹임 고리가 발생한다. 특히, UCP2는 미토콘드리아의 막 전위를 감소시켜 ROS 생산을 감소시킨다. 따라서 암세포는 미토콘드리아에서 UCP2 생산을 증가시킬 수 있다. 이 이론은 UCP2 및 UCP3 녹아웃 마우스에서 ROS 생산이 증가한다는 독립적인 연구에 의해 뒷받침된다.
이 과정은 인간 건강에 중요하며, 고농도의 ROS는 퇴행성 질환의 발병과 관련이 있다고 여겨진다.

### 신경 세포에서의 기능

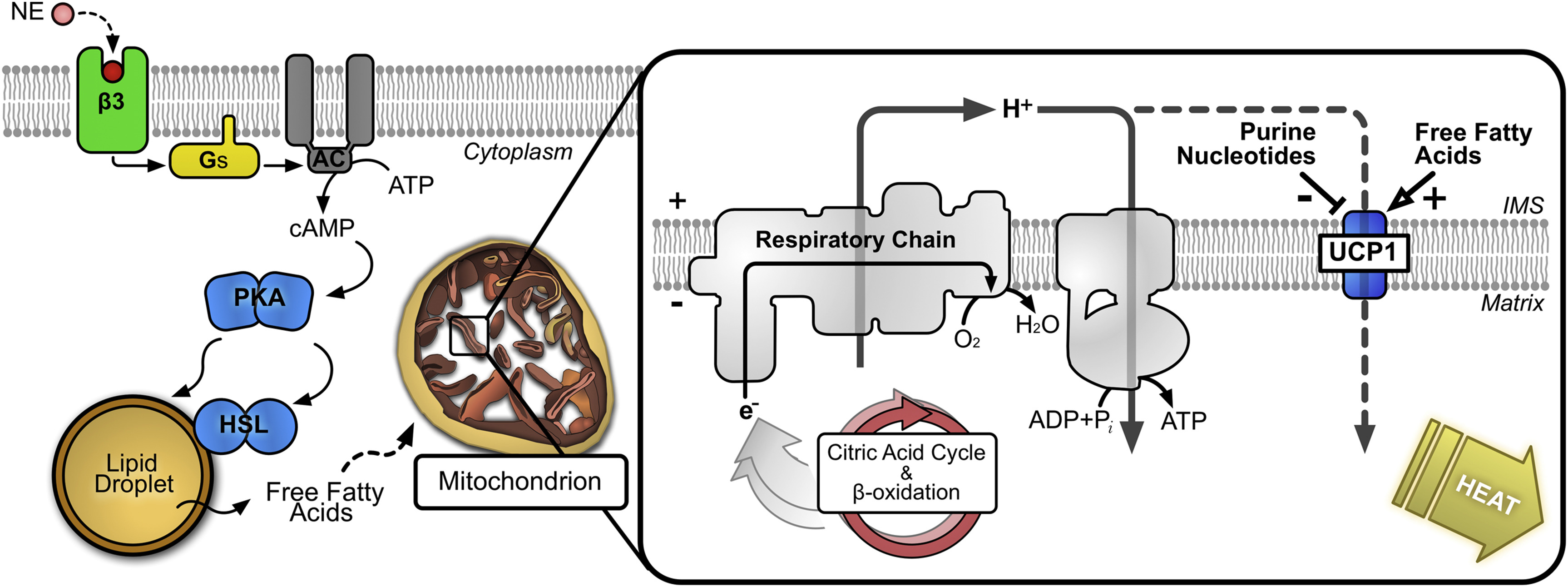
이 도표는 전자전달계에 대한 UCP1의 위치를 보여준다.

관련 mRNA를 검출함으로써 UCP2, UCP4, UCP5가 인간 중추신경계 전체의 신경세포에 존재한다는 것이 밝혀졌다. 이 단백질들은 신경세포 기능에 중요한 역할을 한다. 많은 연구 결과가 여전히 논란의 여지가 있지만, 몇 가지 발견은 널리 받아들여지고 있다.
예를 들어, UCP는 신경 세포 내의 자유 칼슘 농도를 변화시킨다. 미토콘드리아는 신경 세포에서 칼슘 저장의 주요 장소이며, 저장 능력은 미토콘드리아 막을 가로지르는 전위에 따라 증가한다. 따라서 짝풀림 단백질이 이 막을 가로지르는 전위를 감소시키면 칼슘 이온이 신경 세포의 주변 환경으로 방출된다. 축삭 말단 근처에 미토콘드리아가 고농도로 존재한다는 점을 고려할 때, 이는 UCP가 이 영역의 칼슘 농도 조절에 역할을 한다는 것을 의미한다. 칼슘 이온이 신경 전달에 큰 역할을 한다는 점을 고려할 때, 과학자들은 이 UCP가 신경 전달에 직접적인 영향을 미친다고 예측한다.
위에서 논의한 바와 같이, 해마체의 신경세포는 이러한 짝풀림 단백질의 존재 하에 ATP 농도가 증가하는 것을 경험한다. 이는 과학자들로 하여금 UCP가 시냅스 가소성과 전달을 향상시킨다고 가설을 세우게 한다.

## 같이 보기
- 짝풀림제